# 83 Beatrix
83 Beatrix este un asteroid din centura principală, descoperit pe 26 aprilie 1865, de Annibale de Gasparis.